# 1077
1077 (MLXXVII) var ett normalår som började en söndag i den julianska kalendern.

## Händelser

### April
- April – Den frost i England som härjat sedan november 1076 upphör.[1]

### Okänt datum
- Henrik IV beger sig barfota till Canossa och bönfaller påve Gregorius VII att lösa honom från bannlysningen, vilken önskan påven uppfyller.
- László I av Ungern blir kung av Ungern.
- Robert Curthose gör för första gången uppror mot fadern Vilhelm Erövraren.
- Seldjuker erövrar Nicaea.
- Süleyman I av Rüm blir ledare för Rümsultanatet i nuvarande Turkiet.
- Anush Tigin Gharchai blir ledare för Khwarezmidriket.
- Dukljariket grundas.
- Den första engelska clunyiska benediktinerorden bildas.
- Dionysius V Lazaros blir syrisk patriark av Antioch.
- Den självständiga staten Friuli i nuvarande Italien grundas.
- Vsevolod blir furste av Kievriket.

## Födda
- Abd al-Qadir al-Jilani, islamisk förkunnare och rättslärd.
- Song Zhezong, kinesisk kejsare.

## Avlidna
- 25 april – Géza I av Ungern.
- Agnes de Poitou, tysk-romersk kejsarinna och regent.
- Kung Anawrahta av Myanmar.
- Abolfazl Beyhaghi, iransk historiker och författare.

### Fotnoter
1. ↑  Stratton, J.M. (1969). Agricultural Records. John Baker. ISBN 0-212-97022-4